# Markus Karlsson (Fußballspieler, 1972)
Markus Karlsson (* 30. August 1972 in Stockholm) ist ein schwedischer ehemaliger Fußballspieler. Der Abwehrspieler, der den Großteil seiner Karriere in seinem Heimatland verbrachte, absolvierte als Profispieler kurzzeitige Auslandsaufenthalte in Deutschland und Norwegen. Nach dem Ende seiner aktiven Laufbahn arbeitete der zweifache Landesmeister als Spielerberater.

## Werdegang

### Neun Jahre für Djurgårdens IF mit Titelgewinnen
Karlsson entstammt der Jugend von Rimbo IF, wo er 1992 im Erwachsenenbereich debütierte. 1993 schloss er sich dem Drittligisten BKV Norrtälje, wo er zweieinhalb Spielzeiten auflief. Dabei verpasste er 1994 als Tabellendritter mit dem Klub den Aufstieg in die Zweitklassigkeit, im folgenden Jahr war er beim in Abstiegsgefahr geratenen Klub einer der Leistungsträger.
1996 wechselte Karlsson zu Djurgårdens IF in die Allsvenskan, wo er in den folgenden Jahren Höhen und Tiefen erlebte: in den 1990er Jahren war der Klub eine Fahrstuhlmannschaft zwischen Eliteklasse und zweiter Liga. Direkt am Ende seiner ersten Saison für den Stockholmer Klub stieg er mit der Mannschaft um Stefan Alvén, Nebojša Novaković, Magnus Pehrsson und Kaj Eskelinen aus der Allsvenskan ab, in der folgenden Spielzeit scheiterte der Klub als Staffelzweiter erst in der Relegation an Östers IF. Nach Saisonende unterzog sich der Abwehrspieler einer Leistenoperation, nachdem ihn die Verletzung im Saisonverlauf begleitet hatte, er jedoch den Eingriff aufgeschoben hatte.
Ende 1998 kehrte der Verein in die höchste Spielklasse zurück, zum Staffelgewinn hatte Karlsson zwei Tore in 17 Ligaspielen beigetragen. Nach Saisonende gab es kurzzeitig Wechselgerüchte, die er jedoch dementierte und auf seinen gültigen Vertrag mit einem Jahr Restlaufzeit verwies. In der Spielzeit 1999 war die Mannschaft chancenlos, als Tabellenletzter stand sie trotz eines Trainerwechsels – das Trainerduo Zoran Lukić und Sören Åkeby übernahm im Sommer die Betreuung der Mannschaft – bereits frühzeitig als direkter Wiederabsteiger fest. In der zweiten Liga leisteten die beiden erfolgreiche Aufbauarbeit, als Meister der neu geschaffenen eingleisigen Superettan schaffte die mit jungen Talenten wie Abgar Barsom, Mikael Dorsin und Jones Kusi-Asare gespickte Mannschaft mit 20 Saisonsiegen in 30 Ligaspielen deutlich den direkten Wiederaufstieg. Mit gezielten Verstärkungen wie Andreas Isaksson und Louay Chanko startete sie in die Erstliga-Spielzeit 2001, wo Karlsson als Stammspieler mit 23 Ligaspieleinsätzen zur Vizemeisterschaft beitrug. Der Aufwärtstrend setzte sich fort, mit erneut jeweils 23 Ligaspielen war er in den beiden folgenden Jahren am Gewinn des Meistertitels beteiligt. Im Oktober 2004 holte die Mannschaft zudem durch einen Endspielerfolg gegen IFK Göteborg den Sieg im Landespokal, Karlsson gehörte jedoch nicht zum Endspielaufgebot.

### Wechsel ins Ausland und Rückkehr
Bereits zuvor hatte Karlsson trotz eines bis Ende 2005 laufenden Vertrages seinen Abschiedswunsch geäußert, im Januar 2005 verließ er schließlich Schweden und schloss sich dem deutschen Zweitligisten Rot-Weiss Essen mit einem Anderthalb-Jahres-Vertrag an. Mit dem Klub spielte er gegen den Abstieg in die Regionalliga, der jedoch nicht verhindert werden konnte. Anschließend kehrte er nach nur einem halben Jahr dem Klub und dem deutschen Profifußball wieder den Rücken.
Karlsson blieb jedoch im Ausland und unterzeichnete Ende Mai 2005 einen ab Juli des Jahres gültigen Zweieinhalb-Jahres-Vertrag bei Stabæk Fotball in der norwegischen Adeccoligaen. In sieben Saisonspielen trug er in der zweiten Jahreshälfte an der Seite von Bjørnar Holmvik, Veigar Páll Gunnarsson, Henning Hauger und seines Landsmanns Daniel Nannskog zum Aufstieg in die erstklassige Tippeligaen bei. In 19 Saisonspielen trug er zum Erreichen des fünften Tabellenplatzes in der Spielzeit 2006 bei.
Im Sommer 2007 kehrte Karlsson nach Schweden zurück und schloss sich dem Erstligaaufsteiger IF Brommapojkarna an. Zurück in Schweden war er Stammspieler, mit seinem neuen Klub verpasste er jedoch den Klassenerhalt. Unter Trainer Kim Bergstrand, der nach dem Abstieg Claes Eriksson beerbt hatte, gehörte er auch nach dem Abstieg zu den Stammspielern und führte den Verein zum direkten Wiederaufstieg. In der Spielzeit 2009 stand er in allen seinen 16 Saisoneinsätzen in der Startformation, am Jahresende feierte der Klub als Tabellenzwölfter den Klassenerhalt. Kurze Zeit später verkündete Karlsson, dass er sich nicht mehr weiter motivieren könne und daher seine Karriere beende.

### Nach dem Ende der aktiven Laufbahn
Zunächst blieb Karlsson IF Brommapojkarna als Trainerassistent von Bergstrand und dessen Nachfolger Roberth Björknesjö erhalten, im Dezember 2011 verließ er jedoch den Posten und arbeitete künftig als Talentscout und Spielerberater.